# Арагон Фольк де Кардона, Луис Рамон де
Луис Рамон де Арагон Фольк де Кардона-и-Кордова (исп. Luis Ramón de Aragón Folch de Cardona y Córdoba, кат. Lluís Ramon Folc d'Aragó-Cardona-Córdoba; 4 января 1608, Лусена — 13 января 1670, Мадрид), 7-й герцог де Кардона, 6-й герцог де Сегорбе — испанский придворный.

## Биография
Сын Энрике Рамона Фолька де Кардоны-и-Кордовы, 5-го герцога де Сегорбе, и Каталины Фернандес де Кордовы-и-Фигероа.
5-й маркиз де Комарес, 7-й маркиз де Пальярс, 37-й граф де Ампурьяс и 13-й граф де Прадес, 18-й виконт де Вильямур и барон де Энтенса, гранд Испании, наследственный великий коннетабль Арагона.
Наследовал отцу в 1640 году. При дворе Филиппа IV был известен своим остроумием; занимался сочинительством и его авторству приписывают пьесу «Безумец знает в своем доме больше, чем здравомыслящий в чужом» (Más sabe el loco en su casa que el cuerdo en la ajena).
26 июля 1626 был пожалован в рыцари ордена Золотого руна. В списке рыцарей Золотого руна упомянут, как награжденный дважды (дипломы 380 и 432), что, вероятно, является результатом ошибки.

## Семья
1-я жена (21.10.1630): Мариана Исабель де Сандоваль-и-Рохас, 3-я герцогиня де Лерма, гранд Испании (18.11.1614—12.03.1651), старшая дочь Франсиско Гомеса де Сандоваля, 1-го герцога де Лерма и Уседа
Дети:
- Энрике де Арагон (1632—1637), 38-й граф де Ампурьяс
- Франсиско де Арагон (ок. 1633 — ок. 1647), 39-й граф де Ампурьяс
- Фелиса Эрменехильда (1636—?)
- Каталина Антония Габриела Хосефа Бенита Мария де ла Серда-и-Арагон Фернандес де Кордова-и-Сандоваль Манрике де Лара-и-Акунья (21.03.1635—16.02.1697), 9-я герцогиня де Сегорбе. Муж (1.05.1653): Хуан Франсиско Томас Лоренцо де ла Серда-и-Энрикес де Рибера (1637—1691), 8-й герцог де Мединасели
- Мария Хуана де Арагон Фольк де Кардона Фернандес де Кордова (23.09.1637—1686). Муж (1654): Фернандо Хоакин Фахардо де Суньига-и-Рекесенс (ок. 1635—?), 6-й маркиз де лос Велес
- Хуана де Арагон-и-Сандоваль (30.08.1638—?)
- Тереса Мария Мануэла де Арагон (1646—1708). Муж: Педро Дамьеан де Менезиш Портокарреро (1640—?), 4-й герцог де Каминья
- Франсиска Хосефа де Арагон-и-Сандоваль (1647—1697)
- Ана Маргарита (1649—?)
- Амбросио де Сандоваль (10.12.1650—29.12.1659), 4-й герцог де Лерма

2-я жена (22.07.1660): Мария Тереса де Бенавидес Давила-и-Корелья (ок. 1640—1702), камер-фрейлина королевы, старшая дочь Диего де Бенавидеса-и-де ла Куэвы, 8-го графа де Сантистебан-дель-Пуэрто, 1-го маркиза де Солера, и Антонии Давилы-и-Руис де Корельи, 7-й маркизы де лас Навас. Вторым браком вышла за герцога де Фриаса
Дети:
- Мария Анхела де Арагон (ок. 1655—?)
- Антония де Арагон Фернандес де Кордова-и-Бенавидес (ок. 1656—?)
- Хуана Франсиска де Паула Моника Мария Агуэда де Арагон Фернандес де Аордова Фольк де Кардона-и-Бенавидес (4.05.1663—18.01.1691). Муж (12.01.1677): принц Анри-Луи-Эрнест де Линь (1644—1702)
- Мария Маргарита Тереса де Арагон Фольк де Кардона-и-Бенавидес (20.07.1664—10.08.1702). Муж (4.03.1685): Феликс Мария Антони Франсиско Фернандес де Кордова Фольк де Кардона Анжелоса-и-Рекесенс (1654—1709), 9-й герцог де Сесса
- Мария Анхела де Арагон Фернандес де Кордова Фольк де Кардона-и-Бенавидес (1.03.1666—19.11.1730), камер-фрейлина королевы Елизаветы Фарнезе. Муж (12.11.1684): Луис Мария Мельчор Осорио де Москосо-и-Месия Гусман (1657—1705), 5-й маркиз де Леганес
- Хоакин Агустин де Арагон Фольк де Кардона-и-Кордова (24.04.1667—5.03.1670), 7-й герцог де Сегорбе